# Gelber Lerchensporn
Der Gelbe Lerchensporn (Pseudofumaria lutea), auch Gelber Scheinerdrauch genannt, ist eine Pflanzenart aus der Gattung der Scheinlerchensporne (Pseudofumaria)  innerhalb der Familie der Mohngewächse (Papaveraceae).

## Beschreibung

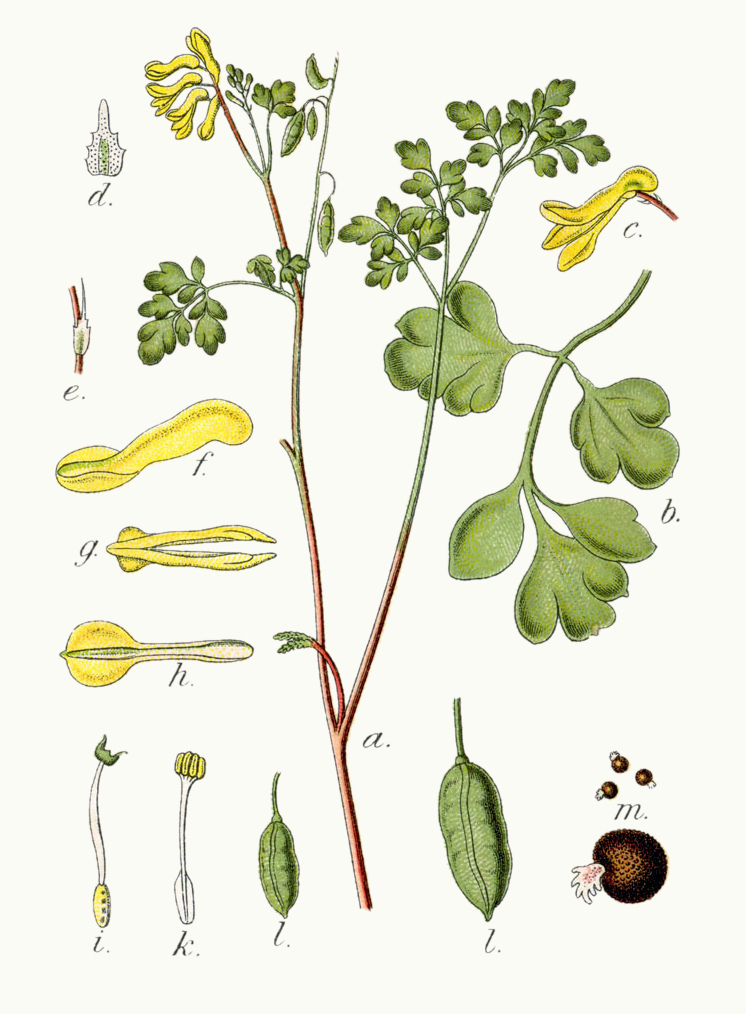
Illustration aus Jakob Sturm: Deutschlands Flora in Abbildungen, Stuttgart 1796

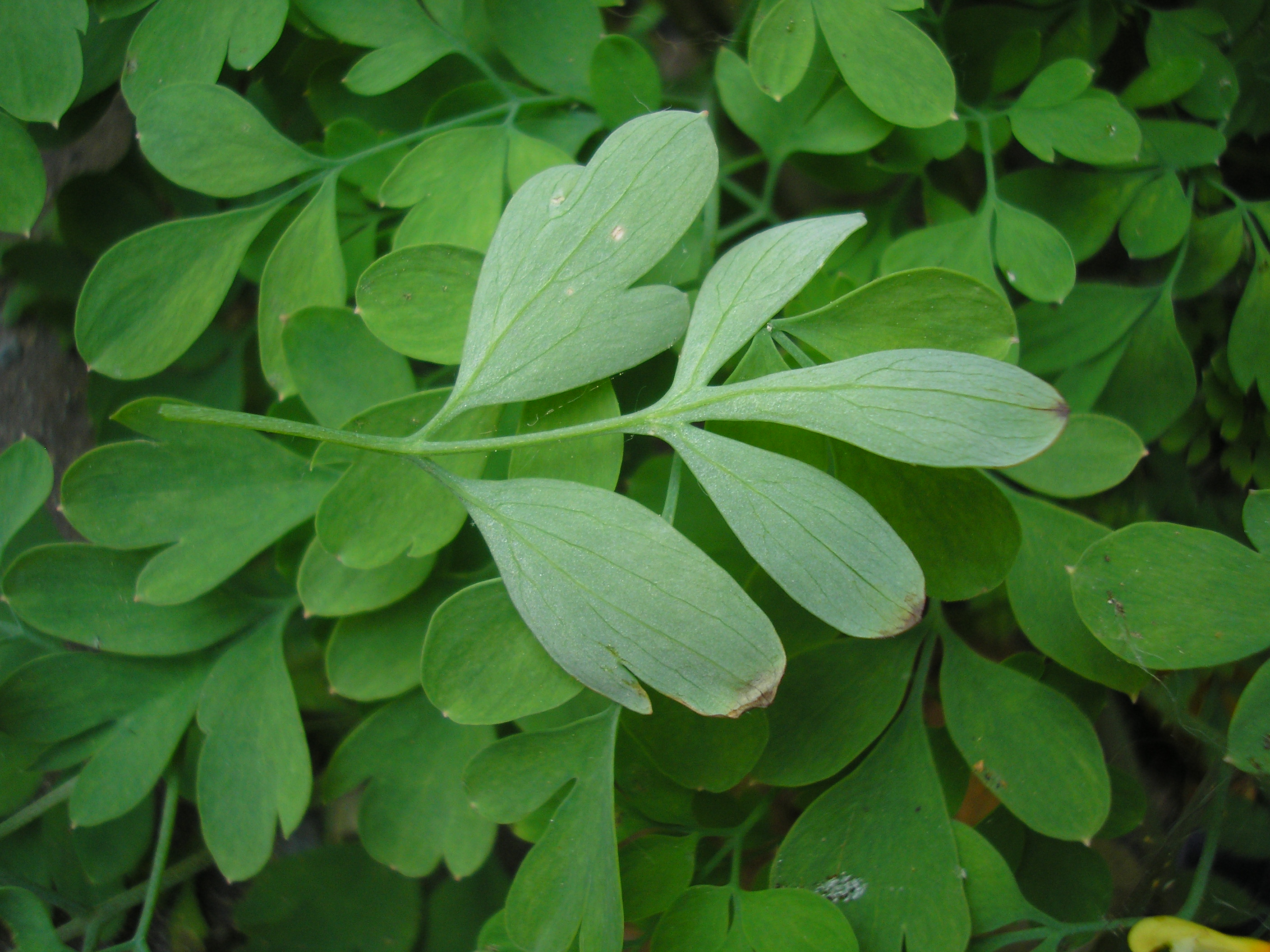
Laubblätter: Blattoberseite und -unterseite

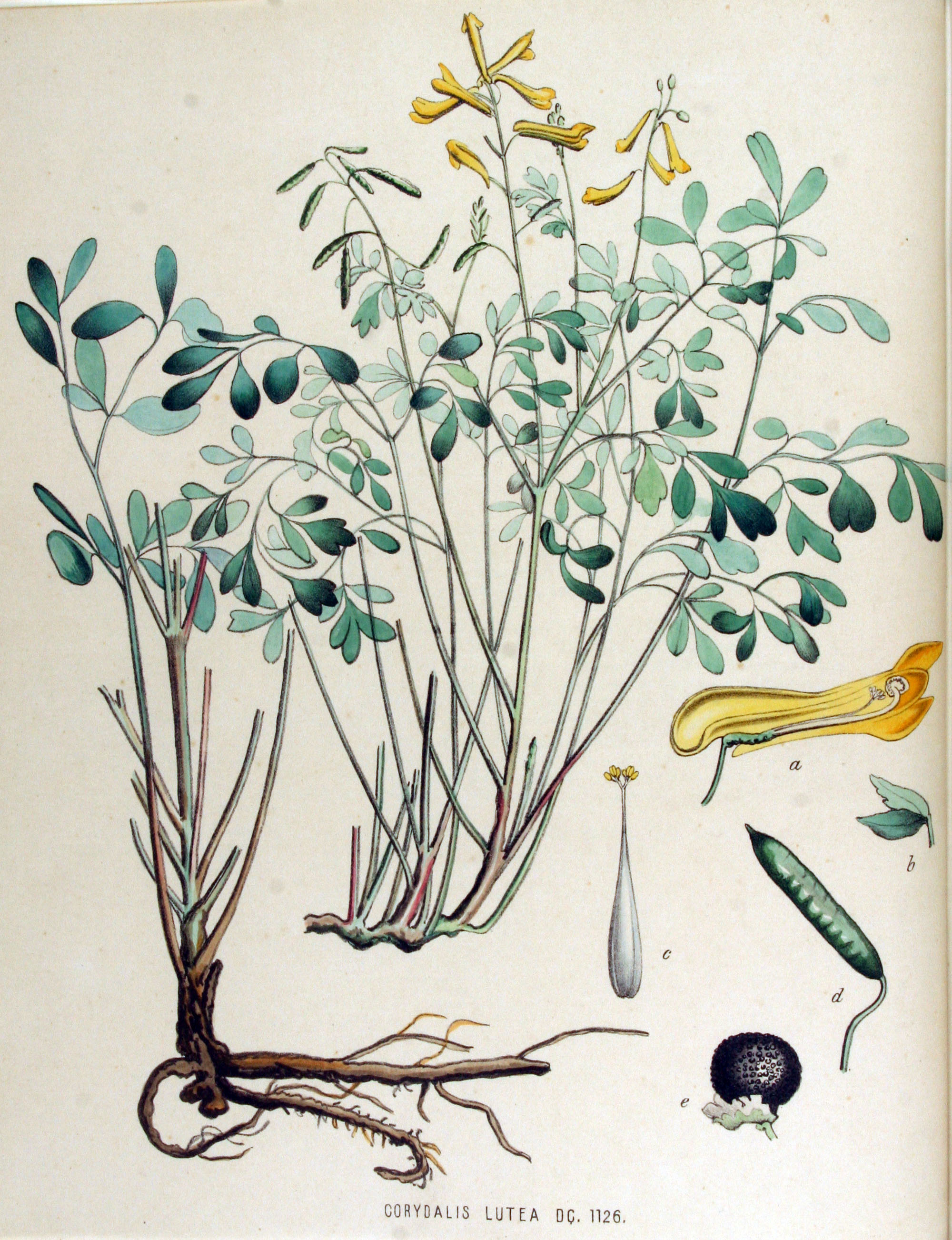
Illustration aus Flora Batava, Band 15

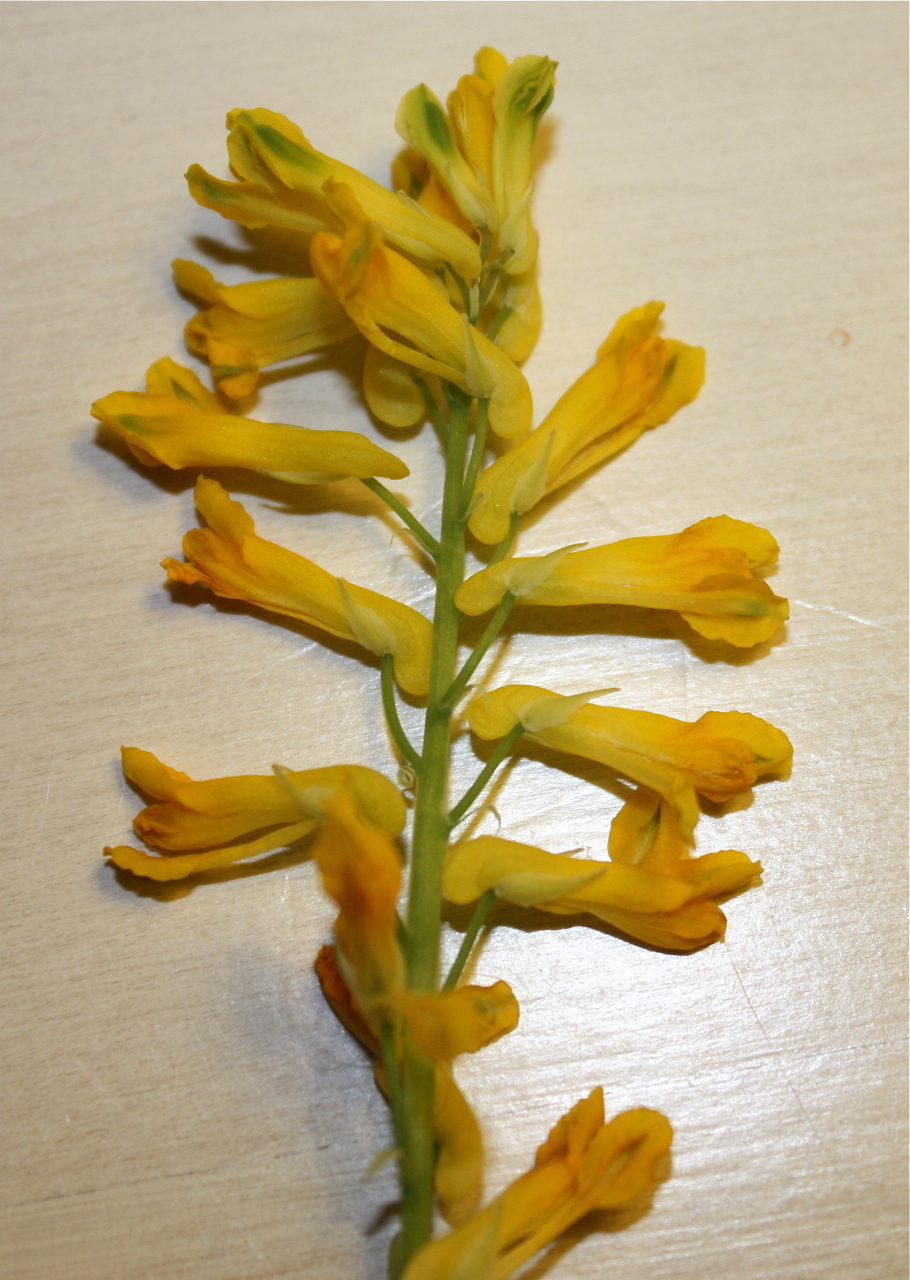
Blütenstand mit gestielten, zygomorphen Blüten

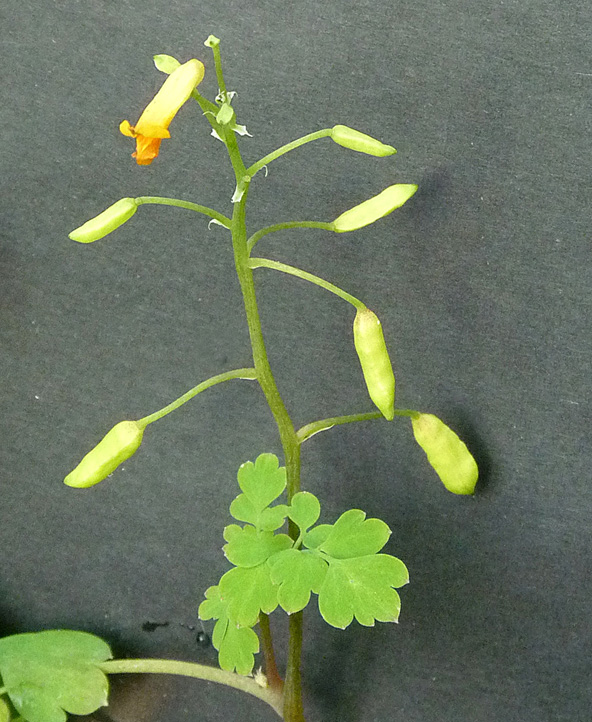
Blüte und Früchte

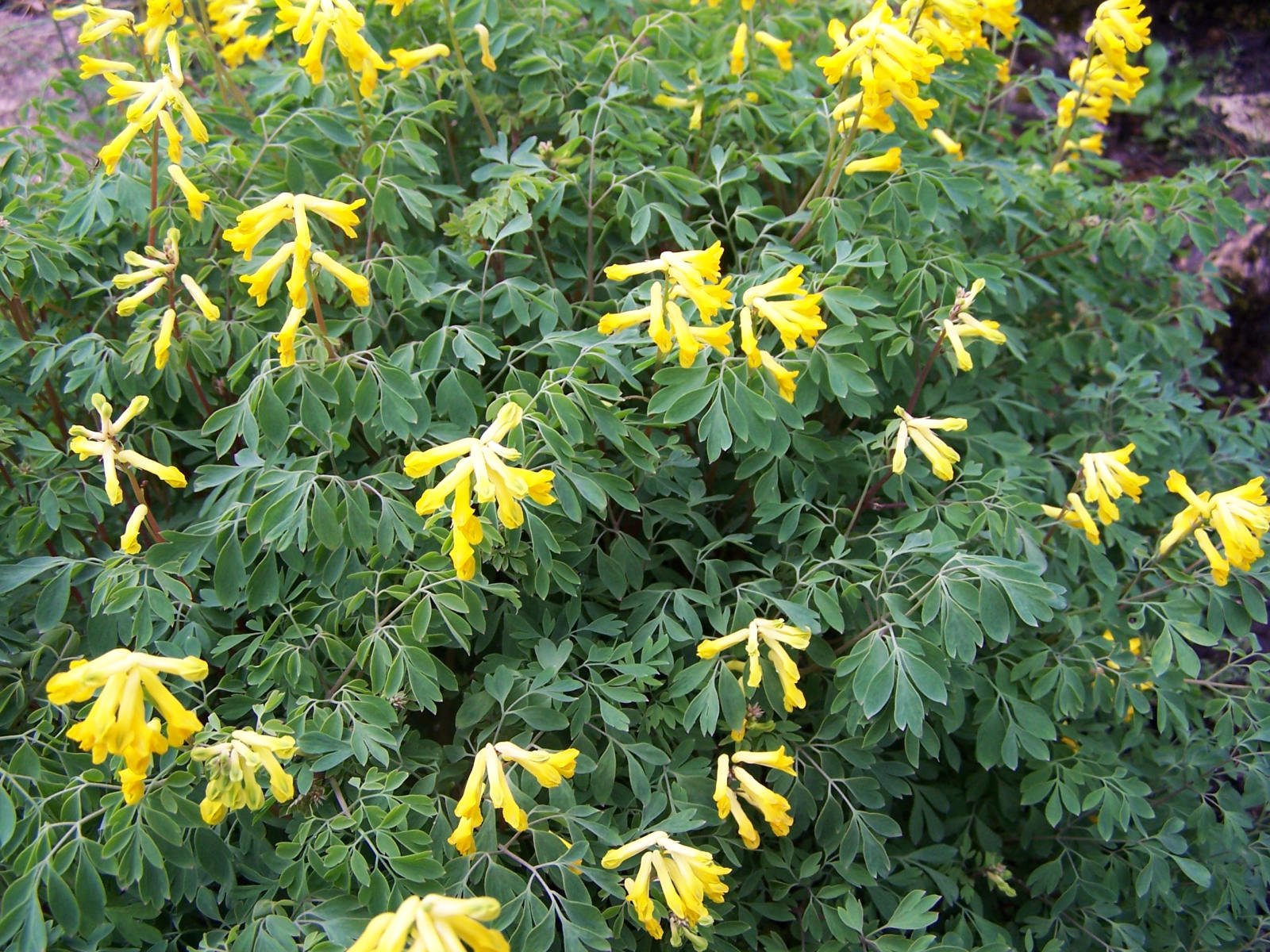
Bestand des Gelben Lerchensporns

### Erscheinungsbild und Blatt
Beim Gelben Lerchensporn handelt es sich um eine ausdauernde krautige Pflanze, die Wuchshöhen von 15 bis 20 Zentimetern erreicht. Er besitzt ein waagrechtes knotiges Rhizom. Ein Pflanzenexemplar ist meist schon von Grunde an stark verzweigt und bilden deshalb einen dichten Bestand. Die Stängel sind vierkantig, markig gefüllt und meist verzweigt. Ein Keimling entwickelt zwei Keimblätter.
Die wechselständig angeordneten Laubblätter sind in Blattstiel und -spreite gegliedert. Die kahle, hellgrüne bis leicht bläulich-grüne Blattspreite ist doppelt bis dreifach gefiedert. Die Fiederabschnitte sind meist nicht mehr als eineinhalb mal so lang wie breit. Am Grunde sind sie lang keilförmig verschmälert und vorne oft gelappt.

### Blütenstand und Blüte
Die Blütezeit des Gelben Lerchensporns dauert fast den ganzen Sommer (Mai bis September). 4 bis 20 Blüten stehen in endständigen, traubigen Blütenständen zusammen. Diese Blütenstände sind zuerst dicht, aber sie verlängern sich später. Die Tragblätter sind schmal und viel kürzer als der Blütenstiel.
Die zwittrigen Blüten sind zygomorph und 14 bis 20 Millimeter lang. Die Kelchblätter sind 4 bis 6 Millimeter lang. Die Blütenhüllblätter sind gelb, wobei die beiden äußeren Blütenhüllblätter oft, aber nicht immer, heller zitronengelb sind, die beiden inneren etwas dunkler orange-gelb. Der Sporn ist 2 bis 4 Millimeter lang.

### Frucht und Samen
Die Frucht ist hängend, bei einer Länge von etwa 10 Millimetern etwa so lang wie ihr Stiel. Die Samen sind glatt, etwa 1,5 Millimeter lang und glänzend schwarz. Die Samen besitzen Elaiosome.

### Chromosomensatz
Die Chromosomenzahl beträgt 2n = 28, 56 oder 64.

## Vorkommen
Der Gelbe Lerchensporn ist ein submediterranes Florenelement, dessen Ursprungsgebiet in den Südalpen vom Lago Maggiore bis Kroatien vermutet wird. Sein eigentliches Areal lässt sich wegen Verwilderung und Einbürgerung kaum noch feststellen. In Mitteleuropa kommt er wohl ursprünglich nur in den Südlichen Kalkalpen zwischen dem Lago Maggiore und den Dolomiten vor; er besiedelt dort Felsspalten und Schutthalden mit kalkhaltigem Gestein. Er steigt in Mitteleuropa bis 1700 Meter Meereshöhe auf.
Ursprünglich wohl ein Bewohner kalkreicher Felsspalten in Pflanzengesellschaften der Klasse Thlaspietea, stammt der Gelbe Lerchensporn wahrscheinlich aus den südlichen Alpen, ist aber in fast alle gemäßigten bis wärmeren Gebiete der Erde verschleppt worden.
In Mitteleuropa ist er in Mauerritzen oder am Grunde von Mauern vielfach verbreitet. Man trifft ihn in Mauerritzen oft selbst noch in Innenstädten an. Er gedeiht in Mitteleuropa im Cymbalarietum aus dem Verband Centrantho-Parietarion, kommt aber auch in Pflanzengesellschaften des Verbands Potentillion caulescentis vor.
Der Gelbe Lerchensporn gedeiht am besten auf gut durchsickerten, felsig-steinigen Böden, die kalkhaltig, ja kalkreich sein sollten. Er gedeiht meist in Gegenden mit milden Wintern. Er wird als Zierpflanze verwendet und er ist daraus in Gegenden  mit wintermildem Klima an Mauern, aber auch in warmen Gebüschen und in lichten Wäldern beständig verwildert.
Die ökologischen Zeigerwerte nach Landolt et al. 2010 sind in der Schweiz: Feuchtezahl F = 2+ (frisch), Lichtzahl L = 3 (halbschattig), Reaktionszahl R = 5 (basisch), Temperaturzahl T = 4 (kollin), Nährstoffzahl N = 3 (mäßig nährstoffarm bis mäßig nährstoffreich), Kontinentalitätszahl K = 2 (subozeanisch).

## Taxonomie
Die Erstveröffentlichung erfolgte 1771 unter dem Namen (Basionym) Fumaria lutea durch Carl von Linné in Mantissa Plantarum, S. 258. Die Neukombination zu Pseudofumaria lutea (L.) Borkh. wurde durch Moritz Balthasar Borkhausen 1797 in Archiv für die Botanik (Leipzig), 1, 2, S. 45 veröffentlicht. Weitere Synonyme für Pseudofumaria lutea (L.) Borkh. sind: Capnoides lutea (L.) Gaertn., Corydalis lutea (L.) DC.

## Toxikologie
Der Gelbe Lerchensporn enthält vor allem in der Knolle giftige Alkaloide.

## Nutzung
Der Gelbe Lerchensporn wird in den gemäßigten Gebieten in Parks und Gärten als Zierpflanze verwendet.